# Варднер (Айдахо)
Варднер (англ. Wardner) — місто в окрузі Шошоні, штат Айдахо, США. Згідно з переписом 2010 року населення становило 188 осіб, що на 27 осіб менше, ніж 2000 року.

## Географія
Варднер розташований за координатами 47°31′9″ пн. ш. 116°8′7″ зх. д. / 47.51917° пн. ш. 116.13528° зх. д. (47.519184, -116.135316).  За даними Бюро перепису населення США в 2010 році місто мало площу 2,22 км², уся площа — суходіл.

## Демографія

### Перепис 2010 року
За даними перепису 2010 року, у місті проживало 188 осіб у 75 домогосподарствах у складі 60 родин. Густота населення становила 84,4 ос./км². Було 118 помешкань, середня густота яких становила 53,0/км². Расовий склад міста: 95,2 % білих, 1,1 % індіанців, 1,6 % азіатів, 0,5 % інших рас, а також 1,6 % людей, які зараховують себе до двох або більше рас. Іспанці та латиноамериканці незалежно від раси становили 2,7 % населення.
Із 75 домогосподарств 29,3 % мали дітей віком до 18 років, які жили з батьками; 60,0 % були подружжями, які жили разом; 8,0 % мали господиню без чоловіка; 12,0 % мали господаря без дружини і 20,0 % не були родинами. 16,0 % домогосподарств складалися з однієї особи, у тому числі 5,3 % віком 65 і більше років. У середньому на домогосподарство припадало 2,51 мешканця, а середній розмір родини становив 2,62 особи.
Середній вік жителів міста становив 46 років. Із них 20,2 % були віком до 18 років; 7,5 % — від 18 до 24; 20,8 % від 25 до 44; 35,1 % від 45 до 64 і 16,5 % — 65 років або старші. Статевий склад населення: 51,6 % — чоловіки і 48,4 % — жінки.
Середній дохід на одне домашнє господарство  становив 51 088 доларів США (медіана — 49 583), а середній дохід на одну сім'ю — 55 563 долари (медіана — 55 000). За межею бідності перебувало 20,4 % осіб, у тому числі 41,5 % дітей у віці до 18 років та 0,0 % осіб у віці 65 років та старших.
Цивільне працевлаштоване населення становило 97 осіб. Основні галузі зайнятості: роздрібна торгівля — 19,6 %, мистецтво, розваги та відпочинок — 18,6 %, освіта, охорона здоров'я та соціальна допомога — 14,4 %, виробництво — 11,3 %.

### Перепис 2000 року
За даними перепису 2000 року, у місті проживало 215 осіб у 88 домогосподарствах у складі 60 родин. Густота населення становила 96,5 ос./км². Було 111 помешкань, середня густота яких становила 49,8/км². Расовий склад міста: 95,81 % білих, 0,47 % індіанців, 0,47 % тихоокеанських остров'ян, 1,40 % інших рас і 1,86 % людей, які зараховують себе до двох або більше рас. Іспанці та латиноамериканці незалежно від раси становили 2,33 % населення.
Із 88 домогосподарств 25,0 % мали дітей віком до 18 років, які жили з батьками; 50,0 % були подружжями, які жили разом; 9,1 % мали господиню без чоловіка, і 31,8 % не були родинами. 25,0 % домогосподарств складалися з однієї особи, у тому числі 15,9 % віком 65 і більше років. У середньому на домогосподарство припадало 2,44 мешканця, а середній розмір родини становив 2,85 особи.
Віковий склад населення: 24,7 % віком до 18 років, 7,4 % від 18 до 24, 24,7 % від 25 до 44, 30,2 % від 45 до 64 і 13,0 % від 65 років і старші. Середній вік жителів — 42 роки. Статевий склад населення: 51,2 % — чоловіки і 48,8 % — жінки.
Середній дохід домогосподарств у місті становив $25 500, родин — $31 563. Середній дохід чоловіків становив $36 071 проти $21 250 у жінок. Дохід на душу населення в місті був $14 051. Приблизно 14,0 % родин і 12,8 % населення перебували за межею бідності, включаючи 3,8 % до 18 років і 6,5 % від 65 і старших.